# Mostowo (powiat mławski)
Mostowo – wieś sołecka w Polsce położona w województwie mazowieckim, w powiecie mławskim, w gminie Szreńsk.
Do 1954 roku istniała gmina Mostowo. W latach 1975–1998 miejscowość należała administracyjnie do województwa ciechanowskiego.